# Mystus nigriceps
Mystus nigriceps (Мистус чорноголовий) — вид риб з роду Mystus родини Bagridae ряду сомоподібні. Інша назва «рожева косатка».

## Опис
Загальна довжина сягає 19,8 см (в акваріумі — до 15 см). Спостерігається статевий диморфізм: самиці більші за самців. Голова коротка, масивна. Очі середнього розміру. Рот широкий. Є 4 пари доволі довгих вусів. На першій зябровій дузі є 40 зябрових тичинок. Тулуб видовжений. Спинний плавець високий. Задня лінія більш зігнута, ніж лінія черева. Грудні та Черевні плавці невеличкі, останні з шипом. Жировий плавець довгий. Хвостовий плавець сильно роздвоєно, лопаті загострені.
Голова зверху чорного кольору. Забарвлення боків сизо-коричневе, спина — темніше. Нижня частина хвостового стебла рожева. За зябровими кришками розташовано велика кругла пляма чорного кольору зі світлою облямівкою з кожного боку. На кінці хвостового стебла присутня пляма у вигляді темного паска. Перед ним є таким саме «пасок» світлого кольору.

## Спосіб життя
Є демерсальною рибою. Воліє середні і великі рівнинні та передгірні річки зі спокійною течією, торф'яні водойми. Утворює косяки. Вдень ховається у заростях рослин та під корчами. Полюбляє ритися у мулі. Живиться зоопланктоном та личинками комахами.
Тривалість життя становить 8 років.

## Розповсюдження
Мешкає у басейні річки Меконг, а також у водоймах Малайзії та Індонезії.